# Eustenancistrocerus haarlovi
Eustenancistrocerus haarlovi är en stekelart som beskrevs av Giordani Soika 1962. Eustenancistrocerus haarlovi ingår i släktet Eustenancistrocerus och familjen Eumenidae. Inga underarter finns listade i Catalogue of Life.